# Glenn Schiller
Glenn Jan Schiller, sedermera Magnusson, född 28 mars 1960, är en svensk före detta fotbollsspelare. Under sin karriär spelade han främst för IFK Göteborg, men även i Djurgårdens IF. Hösten 1992 skrev Glenn Schiller på för Hässelby SK, men året efter var han del i en nystartad rekryteringsgrupp för Djurgården och sedan lagledare under tränaren Anders Grönhagen. Därefter har han bland annat arbetat som spelaragent och talangscout.
Schiller spelade för IFK Göteborg när laget vann UEFA-cupen 1982. Under tiden i Göteborg var det tre andra spelare som hette Glenn i förnamn, Glenn Strömberg, Glenn Hysén och Glenn Holm. Som en skämtsam nidvisa började Hammarbyklacken skandera "Alla heter Glenn i Göteborg", ramsan har överlevt, den hördes till exempel på läktarna säsongen 2018, och har tagits upp av IFK Göteborgs egna fans. Totalt spelade han 294 A-lagsmatcher och gjorde 30 mål för IFK Göteborg, varav 125 matcher och 16 mål i Allsvenskan.
Hans bror Dennis Schiller var också fotbollsspelare med en lång karriär i Norge. 2016–2020 var Glenn Schiller gift med TV-kocken Monika Ahlberg.